# Trochomeria polymorpha
Trochomeria polymorpha är en gurkväxtart som först beskrevs av Friedrich Welwitsch, och fick sitt nu gällande namn av Célestin Alfred Cogniaux. Trochomeria polymorpha ingår i släktet Trochomeria och familjen gurkväxter. Inga underarter finns listade i Catalogue of Life.